# Szabłyne
Szabłyne (ukr. Шаблине) – wieś na Ukrainie, w obwodzie kirowohradzkim, w rejonie kropywnyckim, w hromadzie Subotci. W 2001 liczyła 682 mieszkańców, spośród których 620 wskazało jako ojczysty język ukraiński, 35 rosyjski, 1 węgierski, 6 białoruski, 15 ormiański, a 5 inny.